# Las Chimeneas
Las Chimeneas – jaskinia znajdująca się we wschodnim zboczu góry Monte Castillo koło Puente Viesgo w hiszpańskiej Kantabrii. Stanowisko archeologiczne.
Jaskinia została odkryta przypadkowo w 1953 roku. Początkowo nie znaleziono w jej wnętrzu nic ciekawego, wkrótce jednak okazało się, że poprzez znajdujące się w podłożu liczne studnie krasowe (od których jaskinia otrzymała swą nazwę) można dostać się do położonej na niższym poziomie galerii, której ściany ozdobione są paleolitycznymi malowidłami i rytami naskalnymi.
Dolny poziom jaskini składa się z korytarza o długości 80 m i szerokości dochodzącej do 4 m. Prowadzi on do galerii o wymiarach ok. 20×17 m, której ściany ozdobione są rytami oraz wykonanymi czarną farbą rysunkami przedstawiającymi symbole abstrakcyjne oraz zwierzęta (m.in. jelenia, konia, koziorożca, tura). W trakcie prac wykopaliskowych odkryto żuchwę jelenia oraz narzędzia kamienne wykonane z krzemienia (trzy ostrza, jedno wiertło i dwa drapacze). Prace archeologiczne są utrudnione z uwagi na fakt że znaczna część dolnej galerii, w tym także pierwotne wejście, zawaliła się, a wokół spadłych głazów potworzyły się nacieki jaskiniowe. Chronologia jaskini jest niepewna. Na podstawie analizy formalnej malowidła zostały zaklasyfikowane do stylu III i wydatowane na ok. 17 tys. lat BP. Późniejsze datowanie metodą radiowęglową wykazało daty między 15 a 13 tys. lat BP, jednak nie wszyscy badacze zaakceptowali te wyniki.